# لالا (منصب)
لالا (الفارسية: لالا، التركية: Lala، الأذرية: Lələ) كان لقبًا تركيًا وفارسيًا (الكلمة من أصل فارسي) ويعني المعلم ورجل الدولة، اُستخدم في الإمبراطوريتين العثمانية والصفوية.

## التاريخ
في التقاليد العثمانية، كان اللالات رجال الدولة ذوي الخبرة الذين تم تعيينهم كمعلمين للأمراء الشباب (التركية: Şehzade)). بينما كانوا لا يزالون مراهقين، أُرسل الأمراء إلى المقاطعات (سنجق) كحكام إقليميين (التركية: سنجق بكي). وكان برفقتهم تلاميذهم الذين دربوهم على السياسة. وكان الغرض من هذه الممارسة هو إعداد الأمراء لواجبات الوصاية المستقبلية. وفي وقت لاحق، عندما تولى الأمير العرش كسلطان، كان اللالات يُرقون عادة إلى منصب وزير. حتى زمان السلطان محمد الثالث عشر (نهاية القرن السادس عشر)، كان جميع السلاطين يتمتعون بفترة من الحكم الإقليمي قبل حكمهم. ومع ذلك، حظر السلطان أحمد الأول (1603-1617)، الذي تولى العرش في أوائل مراهقته دون فترة حكم إقليمي، هذه الممارسة. وهذا يعني انخفاض مكانة اللالات.

## أتابك ولالا
كانت ممارسة اللالا أقدم حتى من الإمبراطورية العثمانية. ففي عهد الإمبراطورية السلجوقية، كان رجال الدولة ذوي الخبرة الذين يرافقون الأمراء يطلق عليهم اسم أتابك أو أتابي (لقب مركب تركي يعني سيد السلف). ومع ذلك، كانت الإمبراطورية السلجوقية إقطاعية للغاية، وكثيرًا ما استخدم الأتابكة سلطتهم في سياسات انفصالية كلما شعروا بضعف في السلطة المركزية. (مثل أتابكة الأذريين في أذربيجان والزنكيين) من ناحية أخرى، كانت الإمبراطورية العثمانية أكثر مركزية، ولم يحاول أي لالا تقريبًا اتباع سياسة انفصالية.

## بعض الوزراء العظماء من خلفية لالا
| اسم                               | مصطلح (كوزير أعظم) | توتي (العاهل) |
| --------------------------------- | ------------------ | ------------- |
| بايزيد باشا                       | 1413–1421          | محمد الأول    |
| إبراهيم باشا                      | 1498–1499          | بايزيد الثاني |
| لالا مصطفى باشا                   | 1580               | سليم الثاني   |
| لالا محمد باشا                    | 1595               | محمد الثالث   |
| صقللي لالا محمد باشا (في العاصمة) | 1604–1606          | أحمد الأول    |

## طالع أيضًا
- لالة (لقب نسائي)